# Ama Qamata
Amamkele Lithemba Qamata (Cala, 2 de setembro de 1998), conhecida pelo nome artístico Ama Qamata, é uma atriz sul-africana conhecida por seu papel como Puleng Khumalo na série original Netflix, Sangue e Água.

## Vida pessoal e educação
Qamata nasceu na vila de Cala, no Cabo Oriental, município local de Sakhisizwe. Ela se mudou para Joanesburgo com a família aos três anos de idade.
Qamata descobriu a atuação por meio de produções escolares e apareceu pela primeira vez na tela em anúncios. Ela é ex-aluna da Reddam House Bedfordview; depois de passar na matrícula em 2016, ela tirou um ano sabático. Ela se matriculou na Universidade da Cidade do Cabo para obter um diploma de Teatro e Performance, mas abandonou a instituição durante seu segundo ano.

## Carreira
Aos 17 anos, Qamata fez sua estreia como atriz na televisão como Naledi no sitcom My Perfect Family.
Em 2020 ela fez parte do elenco de Gomora como Buhle, série do canal de televisão Mzansi Magic.
Mais tarde no mesmo ano, fez parte da série de drama original Netflix, Sangue e Água.  A personagem de Qamata, Puleng, tem sua irmã sequestrada pouco depois de nascer, e Puleng tenta provar que uma nadadora de sucesso de uma escola particular é na verdade sua irmã. Kutlwano Ditsele, diretor do elenco de Sangue e Água, foi produtor executiva de Gomora e convidou Qamata para um teste, o que ela fez com sucesso. Qamata também teve papéis em Rhythm City e Commandos: The Mission. 
Qamata estrelará o próximo filme de esportes de Matthew Leutwyler, Fight Like a Girl, ao lado de Hakeem Kae-Kazim

## Filmografia
| Ano           | Título            | Papel         | Notas            |
| ------------- | ----------------- | ------------- | ---------------- |
| 2016          | My Perfect Family | Naledi        | Papel recorrente |
| 2018          | Rhythm City       | Thandi        | Papel recorrente |
| 2020-2022     | Gomora            | Nobuhle Ndaba | Papel principal  |
| 2020–presente | Sangue e Água     | Fikile Bhele  | Papel principal  |